# 華萊士·尚恩
華萊士·麥可·尚恩（英語：Wallace Michael Shawn，1943年11月12日—）是一位美國男演員、劇作家、散文家、電影編劇和電影監製。他知名於在奇幻冒險喜劇電影《公主新娘》（1987年）中飾演維齊尼、在浪漫喜劇電影《獨領風騷》（1995年）中飾演溫德爾·霍爾先生以及在《玩具總動員系列》中為抱抱龍配音。

## 早年生活
華萊士·麥可·尚恩在1943年11月12日出生於纽约州紐約市的一個猶太家庭並在曼哈頓上东城長大，他的父母是長期擔任《紐約客》編輯的威廉·尚恩（1907-1992年）和記者賽西爾【原姓里恩（née ）】（1906-2005年）。他有兩個雙胞胎的弟弟和妹妹：作曲家艾倫·尚恩和患有自閉症的瑪麗（Mary）。
尚恩就讀於佛蒙特州普特尼的一所私立高中普特尼學校並畢業於哈佛大学取得歷史文學學士學位。他最初因打算成為外交官而在牛津大学莫德林学院研讀哲學、政治學、經濟學以及拉丁语課程。他後來作為富布赖特项目的英語教師前往印度交流。

## 職業生涯
1979年，尚恩在伍迪·艾伦執導的喜劇電影《曼哈頓》中飾演黛安·基顿角色的前夫杰瑞麥亞（Jeremiah），以及在鲍勃·福斯執導的歌舞片《爵士春秋》中飾演保險助理，首次亮相大銀幕。他最著名的電影角色有《要地球倒轉》（1983年）的厄爾（Earl）和《獨領風騷》（1995年）的溫德爾·霍爾先生。他少見的非喜劇電影角色則包括分別與安德烈·格雷戈里和路易·馬盧合作的兩部作品：《與安德烈晚餐》（1981年）中飾演華萊士·“威利”·尚恩（Wallace "Wally" Shawn），以及《泛雅在42街口》（1994年）的泛雅（Vanya）。選角導演珍娜·赫申森（Janet Hirshenson）非常喜歡他在《與安德烈晚餐》的演出，因此選中他在《公主新娘》（1987年）中飾演維齊尼。他其他電影角色包括《鬼屋》（2003年）的以斯拉和《南方傳奇》（2006年）的巴隆·馮·威斯特伐利亞。
尚恩在電視螢幕上出演過多種類型的影集。他曾在《陽光計程車公司》（1982－1983年）中飾演阿尼·羅斯，在《考斯比一家》（1987－1991年）中飾演傑夫·恩格斯，在《銀河前哨》（1993－1999年）中飾演澤克（Zek），在《風雲女郎》（1994－1997年）中飾演史都華·貝斯，在根據同名電影改編的《獨領風騷》（1996－1997年）中飾演霍爾先生，在《遇見喬丹》（2001－2006年）中飾演霍華德·斯泰爾斯醫生，以及在《「法」妻》（2013－2015年）和《傲骨之战》（2018－2022年）中飾演查爾斯·雷斯特。
2018年，他加入CBS情景喜剧《少年謝爾頓》的演員陣容，飾演劇中謝爾頓（Sheldon）的物理學教授約翰·斯特吉斯博士。2020年，他在伍迪·艾倫以西班牙圣塞瓦斯蒂安為背景的愛情喜劇片《里夫金的电影节》中領銜主演莫特·里夫金。
尚恩亦為不少動畫電影和電視劇角色配音，包括《高飛電影》（1995年）中的馬祖爾校長、《玩具總動員系列》和《怪兽电力公司》（2001年）片尾字幕刪減內容中的抱抱龍、《蓋酷家庭》（2001－2011年）中的伯特倫、《超人特攻隊》（2004年）中的亨先生、《湯姆貓與傑利鼠：海盜尋寶》（2006年）中的紫海盜“藤壺”保羅、《反斗仙履奇緣》（2006年）中的蒙克（Munk）、《馬男波傑克》（2014年）中諷刺描述的他自己，以及《阿達一族2》（2021年）中的穆斯特拉先生。
1981年，他原本要為《狐狸与猎狗》中的布默（Boomer）配音，但在後來退出並由保羅·文切爾取代。2010年，他在《猫狗大战2》中接替喬恩·拉威茨為卡利科配音。

## 政治活動
2013年6月，尚恩和許多其他公眾人物在一段影片中表達對切爾西·曼寧的支持。
尚恩在2014年加沙戰爭期間表達對巴勒斯坦人的支持。2023年10月16日，他在華盛頓特區由猶太和平之聲和IfNotNow組織的集會上發言；集會要求在2023年以色列—哈馬斯戰爭中停火，並呼籲總統乔·拜登支持停火。同月，他是其中一個簽署“Artists4Ceasefire”公開信敦促喬·拜登總統推動停火的藝術家。
2024年4月，他為一群左翼組織反對AIPAC影響民主黨初選而推出的政治廣告擔任旁白。

## 個人生活
尚恩的長期伴侶是作家黛博拉·艾森柏格。他是一名猶太無神論者。

## 作品列表

### 電影
| 年份 | 標題                                | 角色                          | 附註                     |
| ---- | ----------------------------------- | ----------------------------- | ------------------------ |
| 1979 | 《曼哈頓》                          | 杰瑞麥亞（Jeremiah）                  |                          |
| 1979 | 《不結婚的男人》                    | 研討會成員                    |                          |
| 1979 | 《爵士春秋》                        | 保險助理                      |                          |
| 1980 | 《洗腦風雲》                        | 艾瑞克·梵·東根（Eric Van Dongen）            |                          |
| 1980 | 《大西洋城》                        | 男侍應                        | 以威利·尚恩記名          |
| 1981 | 《無錢不丈夫》                      | 搶劫犯                        |                          |
| 1981 | 《與安德烈晚餐》                    | 華萊士·“威利”·尚恩（Wallace "Wally" Shawn）        | 兼任編劇                 |
| 1981 | 《強效藥》                          | 生日派對客人                  | 未記名                   |
| 1982 | 《花花大丈夫》                      | 奧立佛（Oliver）                    |                          |
| 1983 | 《戀愛症候群》                      | 奧托·賈菲（Otto Jaffe）                 |                          |
| 1983 | 《第一次》 （英語：The First Time）               | 朱爾斯‧戈德法布（Jules Goldfarb）           |                          |
| 1983 | 《要地球倒轉》                      | 厄爾（Earl）                      |                          |
| 1983 | 《軍火大賊》                        | 哈羅德·德沃托（Harold DeVoto）             |                          |
| 1984 | 《兩光大笨賊》                      | 烏龜（Turtle）                      |                          |
| 1984 | 《故事》                            | 佛洛伊德（Freud）                  |                          |
| 1984 | 《波士頓人》                        | 帕爾東先生（Mr. Pardon）                |                          |
| 1984 | 《雙喜臨門》                        | 艾略特·菲貝爾醫生（）         |                          |
| 1985 | 《天主教男孩》                      | 阿布魯齊神父（Father Abruzzi）              |                          |
| 1985 | 《總部風雲》                        | 麥克·胡佛（Mike Hoover）                 |                          |
| 1987 | 《臥窗驚魂》                        | 亨德森的律師（Henderson's Attorney）              |                          |
| 1987 | 《那個年代》                        | 蒙面復仇者                    |                          |
| 1987 | 《漂亮姑娘請別爆炸》                | 艾倫（Ellen）                      |                          |
| 1987 | 《豎起你的耳朵》                    | 約翰·拉爾                     |                          |
| 1987 | 《公主新娘》                        | 維齊尼（）                    |                          |
| 1988 | 《輝煌時代》                        | 奧伊索（Oiseau）                    |                          |
| 1989 | 《不要碰我的女兒》                  | 赫爾曼·菲什賓德醫生（Dr. Herman Fishbinder）       |                          |
| 1989 | 《明星軼事》                        | 霍華德·薩拉維安（Howard Saravian）           |                          |
| 1989 | 《我们不是天使》                    | 譯者                          |                          |
| 1991 | 《影與霧》                          | 西門·卡爾（Simon Carr）                 |                          |
| 1992 | 《小偵探與大會計》                  | 艾瑞特·威利茨（Everett Willits）             |                          |
| 1992 | 《老爸老媽救世界》                  | 西博爾（Sibor）                    |                          |
| 1992 | 《夢幻氣泡》                        | 布洛克醫生（Dr. Block）                |                          |
| 1992 | 《雙料欺騙》                        | 錢罐（Cashpot）                      | 非戲院首映               |
| 1993 | 《黃金俏女郎》                      | 賴瑞（Larry）                      |                          |
| 1993 | 《流星俠》                          | 利特先生（Mr. Little）                  |                          |
| 1994 | 《卡拉馬祖》 （英語：Kalamazoo）             | 巴比（Bobby）                      | 短片                     |
| 1994 | 《派克夫人的情人》                  | 霍雷肖·博德（Horatio Byrd）               |                          |
| 1994 | 《泛雅在42街口》                    | 泛雅（Vanya）                      |                          |
| 1994 |                                     | 大鼻子（Big Nose）                    | 配音；短片               |
| 1995 | 《妻子》                            | 科斯莫（Cosmo）                    |                          |
| 1995 | 《拿破崙流浪記》                    | 針鼴（Echidna）                      | 配音；美國版本           |
| 1995 | 《高飛電影》                        | 馬祖爾校長（）                | 配音                     |
| 1995 | 《反轉加拿大》                      | 加拿大總理克拉克·麥克唐納（Canadian Prime Minister Clark MacDonald） |                          |
| 1995 | 《獨領風騷》                        | 溫德爾·霍爾先生（）           |                          |
| 1995 | 《玩具总动员》                      | 抱抱龍（）                    | 配音                     |
| 1996 | 《天堂狗歷險記2》                   | 拉布拉多犬MC（Labrador MC）              | 配音                     |
| 1996 | 《小木偶奇遇記》                    | 蟋蟀佩佩（）                  | 配音；未記名             |
| 1996 | 《天使小綁匪》                      | 維克多·“維克”·芬利（Victor 'Vic' Finley）        |                          |
| 1997 | 《賭城假期》                        | 馬蒂（）                      |                          |
| 1997 | 《贏得美人歸》                      | 亞瑟·布萊克（Arthur Blake）               |                          |
| 1997 | 《醫院人生》                        | 爐工                          |                          |
| 1998 | 《小泰山》                          | 泰山黑猩猩（Tarzan Chimp）                | 配音；非戲院首映         |
| 1999 | 《外星人報到》                      | 艾略特·科爾耶博士（Dr. Elliott Coleye）         |                          |
| 1999 | 不適用                              |                               |                          |
| 1999 | 《玩具總動員2》                     | 抱抱龍（）                    | 配音                     |
| 2000 | 《巴斯光年電影版》                  | 抱抱龍（）                    | 配音；非戲院首映         |
| 2000 | 《黃金交易》                        | 金（）                        |                          |
| 2001 | 《愛情魔咒》                        | 喬治·龐德（）                 |                          |
| 2001 | 《怪兽电力公司》                    | 抱抱龍（）                    | 配音；刪減內容（未記名） |
| 2002 | 《迷途人生》                        | 蓋爾布先生（）                |                          |
| 2003 | 《一不住二不休》                    | 赫爾曼（）                    |                          |
| 2003 | 《鬼屋》                            | 以斯拉（）                    |                          |
| 2004 | 《酷狗上學記》                      | 克勞斯貝·史崔克勒校長（）     | 配音                     |
| 2004 | 《雙面瑪琳達》                      | 西（）                        |                          |
| 2004 | 《超人特攻隊》                      | 亨先生（）                    | 配音                     |
| 2005 | 《愛汝之鄰》 （英語：Love Thy Neighbor）             | 診所醫生                      |                          |
| 2005 | 《四眼天鸡》                        | 費奇校長（）                  | 配音                     |
| 2006 | 《南方傳奇》                        | 巴隆·馮·威斯特伐利亞（）      |                          |
| 2006 | 《湯姆貓與傑利鼠：海盜尋寶》        | 紫海盜“藤壺”保羅（）／旁白    | 配音；非戲院首映         |
| 2006 | 《神犬也瘋狂6》                     | 比利（）                      | 配音；非戲院首映         |
| 2006 | 《反斗仙履奇緣》                    | 蒙克（）                      | 配音                     |
| 2007 | 《情不自禁愛上你》                  | 數學老師                      | 未記名                   |
| 2007 | 《紐約小夜曲》                      | 他自己                        |                          |
| 2008 | 《小太陽的夢想》                    | 吉勃遜先生（）                |                          |
| 2008 | 《米芽米咕人》                      | 米咕人（）                    | 配音；英文版本           |
| 2008 | 《叔比狗大戰魔王》                  | 吉伯斯先生（）                | 配音；非戲院首映         |
| 2009 | 《资本主义：一个爱情故事》          | 他自己                        |                          |
| 2009 | 《傑克與豌豆》                      | 經紀人／登記人／蘭斯洛特（）  |                          |
| 2009 | 《從今天開始》真人版 （英語：After Today Live）     | 馬祖爾校長（）                | 配音；短片               |
| 2010 | 《野蠻大對決》                      | 克里斯蒂安·伯爾醫生（）       | 未記名                   |
| 2010 | 《玩具總動員3》                     | 抱抱龍（）                    | 配音                     |
| 2010 | 《猫狗大战2》                       | 卡利科（）                    | 配音                     |
| 2011 | 《未來時速》                        | 桑迪（）                      |                          |
| 2011 | 《夏威夷假期》                      | 抱抱龍（）                    | 配音；短片               |
| 2011 | 《玩具总动员：小玩具》              | 抱抱龍（）                    | 配音；短片               |
| 2012 | 《玩具总动员：派对恐龙》            | 抱抱龍（）                    | 配音；短片               |
| 2012 | 《吸血女郎》                        | 范海辛醫生                    |                          |
| 2012 | 《濃情四重奏》                      | 吉迪恩·羅森（）               |                          |
| 2013 | 《愛情招生處》                      | 克拉倫斯（）                  |                          |
| 2013 | 《盜貼人生》                        | 帕帕多普洛斯先生（）          |                          |
| 2013 | 《建築師》                          | 哈爾瓦德·索內斯（）           | 兼任編劇和監製           |
| 2014 | 《膽小狗英雄之迷霧英雄》  | 奧提斯·貝格（）               | 配音；短片               |
| 2014 | 《唐·皮約特》                       | 菲爾德曼醫生（）              |                          |
| 2015 | 《NY單身日記》                      | 克利格勒（）                  |                          |
| 2015 | 《機器狗》 （英語：Robo-Dog）               | 威利先生（）                  | 非戲院首映               |
| 2016 | 《描繪之家》                        | 加菲爾德先生（）              |                          |
| 2017 | 《神奇马戏团之动物饼干》            | 伍德利先生（）                | 配音                     |
| 2017 | 《紐約寂寞男孩》                    | 大衛（）                      |                          |
| 2017 | 《婚禮也瘋狂》                      | 亞伯（）                      |                          |
| 2018 | 《高年級姐妹會》                    | 德瑞克（）                    |                          |
| 2019 | 《玩具總動員4》                     | 抱抱龍（）                    | 配音                     |
| 2019 | 《婚姻故事》                        | 法蘭克（）                    |                          |
| 2020 | 《囧偵探提米費悟：落漆事件簿》      | 弗雷德里克·克洛克斯（）       |                          |
| 2020 | 《里夫金的电影节》                  | 莫特·里夫金（）               |                          |
| 2021 | 《等待果陀》 （英語：Waiting for Godot）             | 幸運兒（）                    |                          |
| 2021 | 《阿達一族2》                       | 穆斯特拉先生（）              | 配音                     |
| 2023 |                                     | 旁白                          | 短片                     |

#### 製作
| 年份 | 標題                      | 職位 | 職位 | 職位 | 職位 | 附註 |
| 年份 | 標題                      | 演員 | 導演 | 監製 | 編劇 | 附註 |
| ---- | ------------------------- | ---- | ---- | ---- | ---- | ---- |
| 1981 | 《與安德烈晚餐》          | 是   | 否   | 否   | 是   |      |
| 1997 | 《指定送葬者》            | 否   | 否   | 否   | 是   |      |
| 2004 | 《分手快樂》              | 否   | 否   | 否   | 是   |      |
| 2004 | 《熾烈心靈》              | 否   | 否   | 否   | 是   |      |
| 2010 | 《下午茶時間》 （英語：Tea Time） | 否   | 否   | 否   | 是   | 短片 |
| 2013 | 《建築師》                | 是   | 否   | 是   | 是   |      |

### 電視
| 年份       | 標題                                    | 角色                        | 電視台                                                           | 附註                                                    |
| ---------- | --------------------------------------- | --------------------------- | ---------------------------------------------------------------- | ------------------------------------------------------- |
| 1982       | 《夜的邊緣》                            | 守衛雷夫（）                | ABC                                                              | 單集：“Episode #1.6733”                                 |
| 1982－1983 | 《陽光計程車公司》                      | 阿尼·羅斯（）               | NBC                                                              | 2集                                                     |
| 1983       | 《西貢：貓年》                          | 法蘭克·裘德（）             | ITV                                                              | 電視電影                                                |
| 1984       | 《如何在三日成為完美人》                | 席佛費雪教授（）            | PBS                                                              | 電視電影                                                |
| 1987－1991 | 《考斯比一家》                          | 傑夫·恩格斯（）             | NBC                                                              | 5集                                                     |
| 1992       | 《內戰》                                | 萊利·貝克（）               | ABC                                                              | 單集：“A Bus Named Desire”                              |
| 1992       | 《只此一生》                            | 馬維爾教授（）              | ABC                                                              | 未知集數                                                |
| 1993       | 《馬特利斯》                            | 岡利先生（）                | - CTV（加拿大） - USA電視台（美國）                              | 單集：“Lapses in Memory”                                |
| 1993       | 《理想牙醫》 （英語：Eligible Dentist）                 | 不適用                      | NBC                                                              | 電視電影（首播集）                                      |
| 1993－1996 | 《新頑皮豹動畫秀》                      | 大鼻先生（）                | 廣播聯賣                                                         | 配音；主要角色；59集                                    |
| 1993－1999 | 《銀河前哨》                            | 澤克（）                    | 廣播聯賣                                                         | 常設角色；7集                                           |
| 1994       | 《天才保姆》                            | 查爾斯·哈斯特（）           | CBS                                                              | 單集：“Pishke Business”                                 |
| 1994－1997 | 《風雲女郎》                            | 史都華·貝斯（）             | CBS                                                              | 4集                                                     |
| 1995       | Something Wilder                        | 屋頂檢查員                  | NBC                                                              | 單集：“Dr. Roof”                                        |
| 1995       | 《跟爸爸一樣》 （英語：Just Like Dad）               | 史坦·斯皮格爾（）           | 迪士尼頻道                                                       | 電視電影                                                |
| 1996       | 《玩具總動員：特別款待》      | 抱抱龍（）                  | ABC Saturday Morning                                             | 配音；主要角色；31集                                    |
| 1996－1997 | 《獨領風騷》                            | 霍爾先生（）                | CBS                                                              | 主要角色；18集                                          |
| 1997       | 《山丘之王》                            | 菲利普·尼（）               | FOX                                                              | 配音；單集：“How to Fire a Rifle Without Really Trying” |
| 1998       | 《現代諾亞方舟》                        | 查克（）                    | ABC                                                              | 電視電影                                                |
| 1998       | 《獅心家庭》                            | 佛萊迪（）                  | 廣播聯賣                                                         | 配音；常設角色；5集                                     |
| 1998       | 《盲人》 （英語：Blind Men）                     | 不適用                      | 不適用                                                           | 電視電影（首播集）                                      |
| 1999       | 《情理法的春天》                        | 法蘭克·霍珀（）             | NBC                                                              | 單集：“A Case of Do or Die”                             |
| 1999       | 《考斯比》                              | 弗雷明先生（）              | CBS                                                              | 2集                                                     |
| 2000－2002 | 《酷狗上學記》                          | 克勞斯貝·史崔克勒校長（）   | - ABC（2002年2月9日或之前） - Toon Disney（2002年1月11日或之後） | 配音；常設角色；17集                                    |
| 2001       | 《艾莉的異想世界》                      | 鄧恩先生（）                | FOX                                                              | 單集：“Falling Up”                                      |
| 2001       | 《夢露傳》                              | 希恩（）                    | CBS                                                              | 迷你劇；常設角色；2集                                   |
| 2001       | 《三姊妹》                              | 狄恩·偉柏（）               | NBC                                                              | 單集：“Don't Be Thrown”                                 |
| 2001－2006 | 《遇見喬丹》                            | 霍華德·斯泰爾斯醫生（）     | NBC                                                              | 常設角色；8集                                           |
| 2001－2011 | 《蓋酷家庭》                            | 伯特倫（）                  | FOX                                                              | 配音；3集                                               |
| 2002       | 《節日歡歌》                            | 密米爾（）                  | ABC                                                              | 電視電影                                                |
| 2002       | 《太陽神》 （英語：Sun Gods）                   | 史波丁（）                  | ABC                                                              | 電視電影                                                |
| 2002       | 《霹雳小旋风》                          | 長手套（）                  | Disney's One Saturday Morning                                    | 單集：“Running the Gauntlet”                            |
| 2002－2003 | 《史丹利》                              | 戈柏先生（）                | Playhouse Disney                                                 | 配音；3集                                               |
| 2003       | 《鐵膽神槍》                            | 威爾遜上校（）              | TNT                                                              | 電視電影                                                |
| 2004       | 《慾望城市》                            | 馬丁·葛萊寶（）             | HBO                                                              | 單集：“Splat!”                                          |
| 2004       | 《聖誕趴趴走》                          | 澤布·羅斯科格（）           | A&E                                                              | 電視電影                                                |
| 2005       | 《胖女演員》                            | 西格蒙德·馮·奧伊醫生（）    | Showtime                                                         | 單集：“The Koi Effect”                                  |
| 2005       | 《星際之門：SG-1》                      | 阿洛斯·卡達瓦姆（）         | Syfy                                                             | 單集：“The Ties That Bind”                              |
| 2005       | 《绝望的主妇》                          | 朗尼·穆恩（）               | ABC                                                              | 單集：“They Asked Me Why I Believe in You”              |
| 2006       | 《法網遊龍：犯罪動機》                  | 電影教授                    | NBC                                                              | 單集：“Weeping Willow”                                  |
| 2006       | 《第十二人》 （英語：The 12th Man）                 | 馬蒂（）                    | FOX                                                              | 電視電影（首播集）                                      |
| 2008       | 《女人幫》                              | 動物管理員                  | ABC                                                              | 單集：“Dog Eat Dog”                                     |
| 2008       | 《童年再來》                            | 加森·利茲（）               | FOX                                                              | 單集：“I'm with Blank”                                  |
| 2008－2009 | 《拉字至上》                            | 威廉·哈爾西（）             | Showtime                                                         | 5集                                                     |
| 2008－2012 | 《花邊教主》                            | 希拉·羅斯（）               | The CW                                                           | 常設角色；11集                                          |
| 2009       | 《法律与秩序：特殊受害者》              | 洛·巴特斯教授（）           | NBC                                                              | 單集：“Snatched”                                        |
| 2009       | 《迴轉幹探》                            | “魔法師”史蒂芬·莫雷爾（）   | ABC                                                              | 單集：“Let All the Children Boogie”                     |
| 2009       | 《仁心仁術》                            | 泰迪·倫佩爾（）             | NBC                                                              | 單集：“The Beginning of the End”                        |
| 2010       | 《每日秀》                              | 亞倫·魯賓（）               | 喜劇中心                                                         | 單集：“Anthony Weiner”                                  |
| 2010       | 《法網裂痕》                            | 斯特林·比德爾（）           | FX                                                               | 單集：“Don't Forget to Thank Mr. Zedeck”                |
| 2011－2012 | 《靈異之城》                            | 沃倫·休斯（）               | Syfy                                                             | 3集                                                     |
| 2011－2016 | 《功夫熊貓之至尊傳奇》                  | 饕餮（）                    | - 尼克儿童频道（2011－2014年） - 尼克卡通台（2016年）            | 配音；常設角色；9集                                     |
| 2012       | 《魚樂圈》                              | 鼠王（）                    | 迪士尼頻道                                                       | 配音；單集：“Guys' Night Out”                           |
| 2013       | 《探險活寶》                            | 拉謝塔／想像中的傑克（）    | CN                                                               | 單集：“Puhoy”；未記名                                   |
| 2013       | 《天才阿公》                            | 烏勒加帕（）                | CN                                                               | 配音；單集：“Belly Bros”                                |
| 2013       | 《玩具总动员之惊魂夜》                  | 抱抱龍（）                  | ABC                                                              | 配音；電視特輯                                          |
| 2013－2015 | 《「法」妻》                            | 查爾斯·雷斯特（）           | CBS                                                              | 3集                                                     |
| 2014       | 《飛哥與小佛》                          | 索爾（）                    | 迪士尼頻道／迪士尼XD                                             | 配音；單集：“Phineas and Ferb Save Summer”              |
| 2014       | 《七寶》                                | 不太魔鏡（）                | 迪士尼XD                                                         | 配音；單集：“Mirror, Mirror”                            |
| 2014       | 《馬男波傑克》                          | 他自己                      | Netflix                                                          | 配音；單集：“One Trick Pony”                            |
| 2014       | 《蘿拉的秘密》                          | 肯尼斯·沃特斯（）           | NBC                                                              | 單集：“The Mystery of the Sex Scandal”                  |
| 2014       | 《玩具總動員：遺忘的時光》              | 抱抱龍（）                  | ABC                                                              | 配音；電視特輯                                          |
| 2014       | 《卡特萊特聖誕》                        | 哈利·奧斯本（）             | Hallmark頻道                                                     | 電視電影                                                |
| 2014－2018 | 《叢林中的莫札特》                      | 溫斯洛·艾略特（）           | Amazon Prime Video                                               | 常設角色；6集                                           |
| 2015       | 《企鵝俱樂部：怪物海灘派對》  | 器具男蓋瑞（）              | 迪士尼頻道                                                       | 配音；電視特輯                                          |
| 2015       | 《企鵝俱樂部：萬聖節驚慌》    | 器具男蓋瑞（）              | 迪士尼頻道                                                       | 配音；電視特輯                                          |
| 2016       | 《夜班医生》                            | 內維爾先生（）              | NBC                                                              | 單集：“Unexpected”                                      |
| 2016       | 《天兵公園》                            | 邪惡大腦（）                | CN                                                               | 配音；單集：“The Brain of Evil”                         |
| 2016       | 《生活點滴》                            | 山繆（）                    | CBS                                                              | 單集：“Eyebrow Anonymous Trapped Gem”                   |
| 2016－2019 | 《車車頑皮特工》                        | 高高（）                    | Amazon Prime Video                                               | 配音；常設角色；18集                                    |
| 2017       | 《小鬼警察：新兵》 （英語：Cop and a Half: New Recruit）           | 米勒校長（）                | 非戲院首映                                                       | 電視電影（由環球影業家庭娛樂發行）                      |
| 2017       | 《駭客軍團》                            | 威廉斯先生（）              | USA電視台                                                        | 單集：“eps3.2_legacy.so”                                |
| 2017       | 《美夢成箴》                            | 朱利葉斯·坎柏爾（）         | Netflix                                                          | 3集                                                     |
| 2017       | 《格拉夫一家》                          | 傑利·諾斯（）               | Epix                                                             | 常設角色；3集                                           |
| 2017－2018 | 《巨怪獵人》                            | 不幸的昂卡（）              | Netflix                                                          | 配音；2集                                               |
| 2017－2019 | 《OK K.O.!》                            | 白威利（）                  | 卡通頻道                                                         | 配音；3集                                               |
| 2017－2019 | 《漫才梅索太太》                        | 赫伯·史密斯（）             | Amazon Prime Video                                               | 2集                                                     |
| 2018       | 《空島寶貝龍學院》                      | 馬布巡視員（）              | Netflix                                                          | 配音；常設角色；單集：“Weekend at Eon's”                |
| 2018       | 《法律与秩序：特殊受害者》              | 班傑明·愛德曼（）           | NBC                                                              | 單集：“Alta Kockers”                                    |
| 2018－2022 | 《傲骨之战》                            | 查爾斯·雷斯特（）           | Paramount+                                                       | 常設角色；5集                                           |
| 2018－2024 | 《少年謝爾頓》                          | 約翰·斯特吉斯博士（）       | CBS                                                              | 常設角色；53集                                          |
| 2019       | 《奶油荳荳咖啡館》                      | 哎喲塗鴉（）                | 尼克儿童频道／小尼克                                             | 配音；單集：“Oopsie Doodle!”                            |
| 2019       | 《格林一家進城趣》                      | 傑爾·多尼蘭（）             | 迪士尼頻道                                                       | 配音；單集：“Night Bill”                                |
| 2019       | 《辛普森一家》                          | 疝氣華萊士（）              | FOX                                                              | 配音；單集：“I Want You (She's So Heavy)”               |
| 2019       | 《叉奇的十萬個為什麼》                  | 抱抱龍（）                  | Disney+                                                          | 配音；單集：“What Is Time?”                             |
| 2019－2020 | 《蟲蟲日記》 （英語：The Bug Diaries）                 | 阿蛛爺（）                  | Amazon Prime Video                                               | 配音；常設角色；6集                                     |
| 2020       | 《搜尋死黨》                            | 威廉·巴德帕斯特（）         | HBO Max                                                          | 2集                                                     |
| 2020－2021 | 《夏令營奇幻島》                        | 莫里斯·摩爾／貝瑞／彼得（） | HBO Max                                                          | 配音；3集                                               |
| 2021       | 《埃斯米和羅伊》                        | 牢騷（）                    | HBO Max                                                          | 配音；單集：“Princess of Play Parts 1 and 2”            |
| 2021       | 《新花邊教主》                          | 希拉·羅斯（）               | HBO Max                                                          | 單集：“Final Cancellation”                              |
| 2021－2022 | 《蛙！小安的奇幻之旅》                  | 漢弗萊·韋斯特伍德（）       | 迪士尼頻道                                                       | 配音；常設角色；2集                                     |
| 2022       | 《太空超人》                            | 偉大的奧克（）              | Netflix                                                          | 配音；單集：“In-Can't-Ation”                            |
| 2022       | 《泡泡孔雀魚》                          | 普尼教授（）                | 尼克儿童频道                                                     | 配音；單集：“Search for the Great Silverback!”          |
| 2022－現在 | 《惡靈偵探》                            | 法蘭克·伊格內修斯神父（）   | Paramount+                                                       | 常設角色                                                |

### 電子遊戲
| 年份 | 標題                                         | 角色       | 附註           |
| ---- | -------------------------------------------- | ---------- | -------------- |
| 1995 | 《玩具總動員》                               | 抱抱龍（） | 配音           |
| 1996 | 《迪士尼動畫故事書：玩具總動員》   | 抱抱龍（） | 配音           |
| 1996 | 《迪士尼活動中心：玩具總動員》     | 抱抱龍（） | 配音           |
| 2000 | 《迪士尼·皮克斯：巴斯光年二年級》 （英語：Disney·Pixar's Buzz Lightyear 2nd Grade） | 抱抱龍（） | 配音           |
| 2000 | 《迪士尼學習一年級：巴斯光年》 （英語：Disney Learning 1st Grade: Buzz Lightyear）    | 抱抱龍（） | 配音           |
| 2004 | 《超人特工隊》                               | 亨先生（） | 配音           |
| 2006 | 《蓋酷家庭：遊戲》                           | 伯特倫（） | 配音           |
| 2008 | 《公主新娘：遊戲》                 | 維齊尼（） | 配音           |
| 2009 | 《玩具總動員瘋狂遊戲屋》                     | 抱抱龍（） | 配音           |
| 2010 | 《玩具總動員3》                              | 抱抱龍（） | 配音           |
| 2012 | 《衝鋒：迪士尼皮克斯大冒險》                 | 抱抱龍（） | 配音           |
| 2012 | 《衝鋒：迪士尼皮克斯大冒險》                 | 亨先生（） | 配音           |
| 2012 | 《蓋酷家庭：回歸多重宇宙》                   | 伯特倫（） | 配音           |
| 2013 | 《迪士尼無限世界》                           | 抱抱龍（） | 配音           |
| 2015 | 《國王密使》                                 | 曼尼（）   | 配音           |
| 2016 | 《迪士尼神奇王國》                           | 抱抱龍（） | 配音           |
| 2019 | 《王國之心III》                              | 抱抱龍（） | 配音；英文版本 |

## 獲獎和提名
| 年份 | 獎項                          | 類別                                | 提名作品         | 結果 | 附註                                |
| ---- | ----------------------------- | ----------------------------------- | ---------------- | ---- | ----------------------------------- |
| 1982 | 波士頓影評人協會獎            | 最佳劇本                            | 《與安德烈晚餐》 | 獲獎 | 與安德烈·格雷戈里共同得獎           |
| 1994 | 波士頓影評人協會獎            | 最佳男主角                          | 《泛雅在42街口》 | 提名 |                                     |
| 1995 | 克洛特魯迪斯獨立電影獎        | 最佳男主角                          | 《泛雅在42街口》 | 獲獎 | 與《肖申克的救赎》的摩根·弗里曼平手 |
| 1997 | 網絡影視協會電視獎 （英語：Online Film & Television Association Television Award） | 聯賣類影集最佳男客串演員 （英語：Best Guest Actor in a Syndicated Series） | 《銀河前哨》     | 獲獎 |                                     |
| 1999 | 網絡影視協會電視獎            | 聯賣類影集最佳男客串演員            | 《銀河前哨》     | 提名 |                                     |

## 外部連結
- 華萊士·尚恩在互联网电影资料库（IMDb）上的資料（英文）